# José Antonio Peláez Ochoa
José Antonio Peláez Ochoa (Castejón de Ebro, Navarra, 30 de marzo de 1955) es un pintor, grabador y artista español. Profesor de formación, expone su obra pictórica desde 1981.

## Biografía

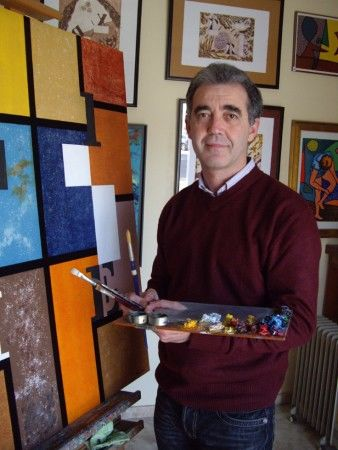
El pintor José Antonio Peláez Ochoa en su estudio

José Antonio Peláez Ochoa, nacido en Castejón de Ebro (Navarra) en 1955. Reside en Pineda de Mar (Barcelona), España. Pintor autodidacta, que cursó estudios de grabado experimental y serigrafía en el taller de grabado del Patronato Municipal de Cultura de Mataró dirigido por el profesor Raúl Capitani. Impartió clases de dibujo y pintura en su estudio taller de Pineda de Mar. Desde 1981 ha realizado numerosas exposiciones, tanto individuales como colectivas: Sala Castel Ruiz (Tudela), Museo Comarcal del Maresme (Mataró), Centro Permanente de Artesanía de la (Generalidad de Cataluña), Galería Atelier de (Barcelona), Sala Municipal de Exposiciones (Pineda de Mar), Expo Metro (Barcelona), Museo de Castejón (Navarra), Galería Aguado (Logroño), Fundación Caja Rioja (Alfaro). Casa de Cultura (Corella), Ateneo Caixa Laietana (Mataró), Fundación Joan-Josep Tharrats (Pineda de Mar).

## Obras
Su obra se mueve en sus inicios por una estética de raíz neoimpresionista, plasmando su caballete en diferentes rincones y paisajes insólitos, marginales, donde se impone el predominio de lo natural, de la vegetación transmitida a través de la riqueza cromática, pincelada suelta y de un cierto puntillismo que posteriormente combinará con otros materiales que devienen expresiones de carácter "fauve". Conforme su obra avanza, elimina las referencias de lo natural y del paisaje para comunicar su preocupación por el medio ambiente haciendo servir las formas geométricas y las letras como contraste y concepto. Su obra gráfica, generalmente grabados y serigrafías tratan la misma temática conceptual de las amenazas que padece la naturaleza.
Las creaciones pictóricas del artista se encuentran en entidades públicas como la Fundación Joan-Josep Tharrats de Arte Gráfico, Fundación Caja Rioja, Ayuntamiento de Mataró, Pineda de Mar, Castejón de Ebro, Corella y en colecciones particulares de España, Francia, Italia, Holanda, Portugal y República Checa.

## Colaboraciones
- 2019 El artista firmó un acuerdo con la empresa MrAddon para usar sus obras en el plugin "Kanban Combined WIP" para Atlassian Jira.[6]

## Bibliografía

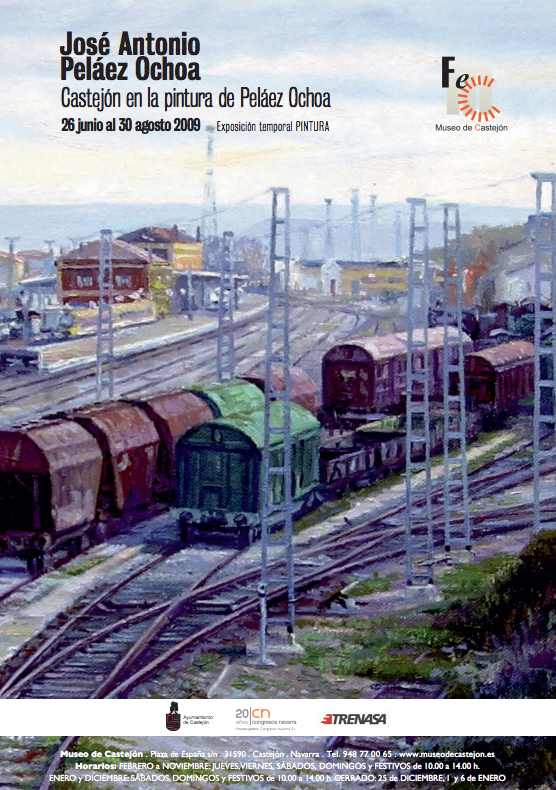
Libro Castejón en la pintura de Peláez Ochoa

## Exposiciones
- 2014 Exposición individual Museo de Castejón de Ebro (Navarra).[7]
- 2013 Exposición colectiva de 4 pintores “El cine y la pintura” Fundación Joan-Josep Tharrats (Pineda de Mar).
- 2013 Exposición colectiva de pintores y escultores castejoneros. Museo de Castejón de Ebro (Navarra).
- 2013 Exposición colectiva finalistas 2n concurso de pintura Humet Saula. Sala de exposiciones del Ayuntamiento de Calella.
- 2011 Exposición individual. Restaurante Pepet. Pineda de Mar.
- 2011 Participación en la 3.ª Edición del Cataconcierto de Castejón de Ebro pintando la tapa de una barrica de vino de las bodegas Marqués de Montecierzo.
- 2010 Exposición colectiva. 8.º concurso de pintura memorial Jean Frederic Forest. Calella.
- 2010 Exposición internacional convocatoria pez. San Miguel de Tucumán, Argentina.
- 2010 Exposición individual. Restaurante Pepet. Pineda de Mar.
- 2009 Exposición colectiva de pintores castejoneros. Museo de Castejón de Ebro (Navarra).[1]
- 2009 II Exposició colectiva Círculo artístico de Pineda de Mar. Sala Joan Brossa.
- 2009 Exposición individual Museo de Castejón de Ebro (Navarra).
- 2009 Exposición finalistas del Premio Bienal de Pintura Torres García.
- 2009 Exposición en ciudad de Mataró. Sala de arte de Caixa Laietana, Mataró.
- 2009 Exposición Internacional de Arte Correo 100 años con Frida (Argentina).
- 2008 Exposición colectiva. 7.º concurso de pintura memorial Jean Frederic Forest. Calella.
- 2008 1.ª exposición Círculo Artístico de Pineda de Mar. Sala Joan Brossa.
- 2007 Exposición colectivas. 6.º concurso de pintura memorial Jean Frederic Forest. Calella.
- 2007 Exposición en el día internacional de los derechos humanos San Miguel de Tucumán, Argentina.
- 2007 Exposición en Sant Lluc 2007 Ateneo Caixa Laietana, Mataró.

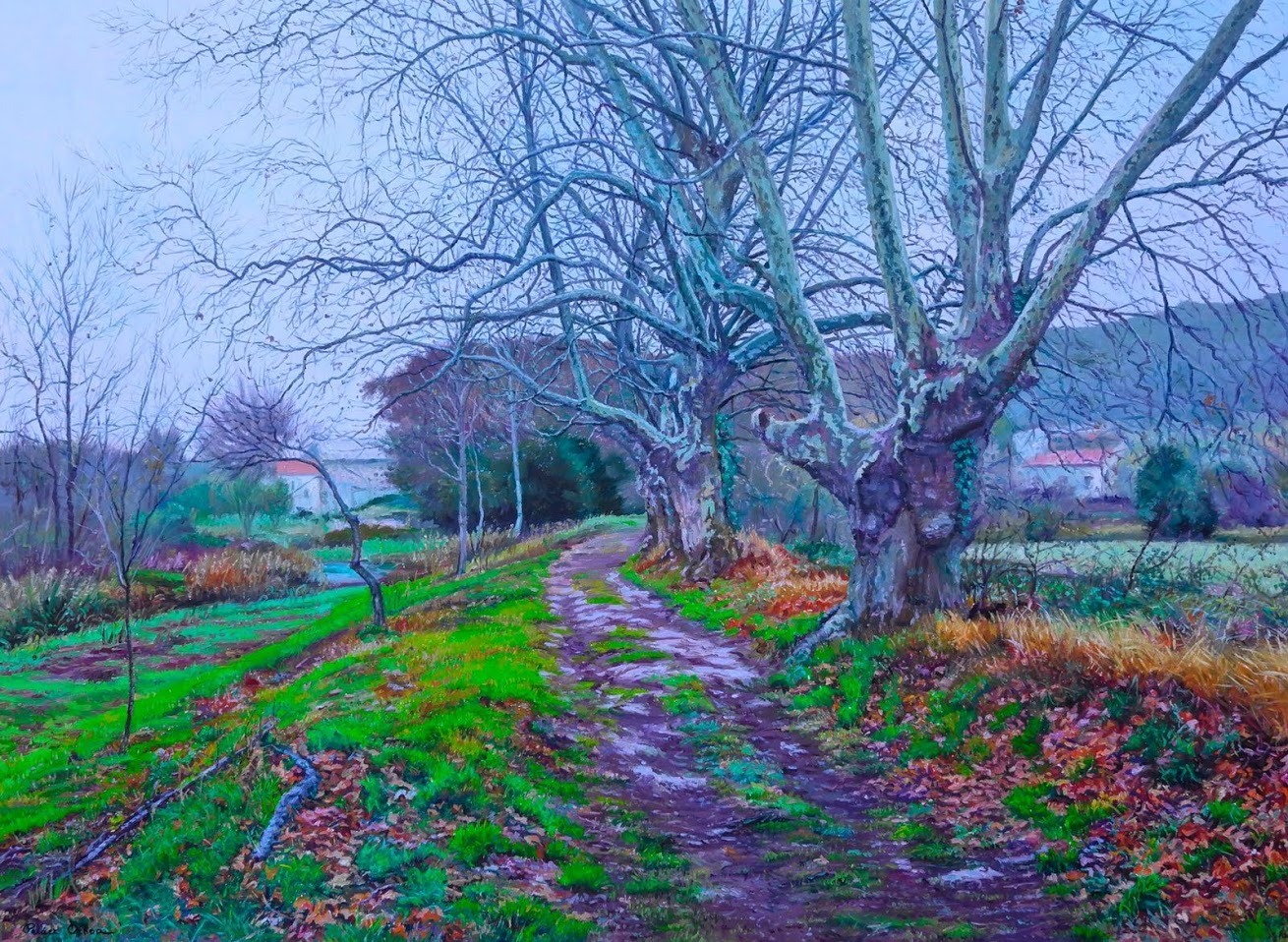
Rieux en Val (Francia), 2018. José Antonio Pelaez Ochoa

- Rieux en Val (Francia), 2018. José Antonio Pelaez Ochoa2007 Exposición individual al taller de pintura de Pineda de Mar.
- 2007 Exposición individual al Nuevo Casino de Pamplona, Navarra.
- 2006 Exposición colectiva a Can Comas. Pineda de Mar.
- 2006 Exposición individual al taller de pintura de Pineda de Mar.
- 2005 Exposición individual. Restaurante Pepet. Pineda de Mar.
- 2004 Exposición individual. Restaurante Pepet. Pineda de Mar.
- 2003 Exposición individual. Fundación Caja Rioja, Alfaro (La Rioja).
- 2003 Exposición individual. Galería Z&Z antigüedades. Pamplona, Navarra.
- 2002 Exposición colectivas. Pintores castejoneros, 75 aniversario de Castejón de Ebro.
- 2002 Exposición IX Bienal internacional de pintura Vila de Malgrat de Mar (Barcelona).
- 2001 Exposición individual. Natura. Sala Municipal de Exposiciones, Pineda de Mar (Barcelona).
- 2001 Exposición colectivas. Memorial Jean Frederic Forest. Museo-Archivo de Calella.
- 2001 Exposición en Sant Lluc 2001 Ateneo Caixa Laietana, Mataró.
- 2000 Exposición individual. Fundación Caja Rioja, Alfaro (La Rioja).
- 2000 Exposición individual. Centro Cultural Murciano, Mataró.
- 1999 Exposición Colectiva. Casa de Cultura de Cascante (Navarra).
- 1998 Exposición individual. Fundación Caja Rioja, Alfaro (La Rioja).
- 1996 Exposición individual. Casa de Cultura, Corella (Navarra).
- 1996 Exposición colectiva. Sala de exposiciones de Can Palauet. Mataró (Barcelona).
- 1995 Exposición individual. Galería Aguado. Logroño.
- 1995 Exposición individual. R. Diagonal, Pineda de Mar.
- 1994 Exposición individual. Sala Castel Ruiz, Tudela (Navarra).
- 1994 Exposición individual. Sala Municipal de Exposiciones, Castejón de Ebro (Navarra).
- 1994 Exposición individual. R. Diagonal, Pineda de Mar.
- 1994 Exposición colectiva. Museo Comarcal del Maresme-Mataró, Mataró (Barcelona).
- 1994 Exposición colectiva. Centro Permanente de Artesanía de la Generalidad de Cataluña. Barcelona.
- 1994 Exposición V Bienal de pintura de Malgrat de Mar.
- 1993 Exposición colectiva. Sala de Arte Tramontan de Barcelona.
- 1993 Exposición colectiva. Sala de Arte Valentí. San Pedro de Ribas, Barcelona.
- 1993 Exposición colectiva en Museo el Cau de la Costa Brava, Palamós.
- 1993 Exposición colectiva en Museu Comarcal del Maresme. Mataró.
- 1993 Exposición en  Sala de Exposiciones “La Caixa”, Malgrat de Mar.
- 1992 Exposición individual. Sala Municipal de Exposiciones, Pineda de Mar.
- 1992 Exposición colectiva. Galería Art Calella.
- 1992 Exposición en Club Sant Jordi de Palamós.
- 1992 Exposición en Galería Atelier de Barcelona.
- 1992 Exposición en Sala de Arte Valentí. San Pedro de Ribas
- 1992 Exposición colectiva en Museo Comarcal del Maresme. Mataró.
- 1992 Exposición colectiva en Museo Monjo de Vilasar de Mar.
- 1991 Exposición individual. Sala Municipal de Exposiciones, Castejón de Ebro (Navarra).
- 1991 Exposición colectiva. Club Sant Jordi de Palamós.
- 1991 Exposición en Sala Cultural de Malgrat de Mar.
- 1991 Exposición en Galería Augusta de Barcelona.
- 1991 Exposición en Galería Art Calella.
- 1990 Exposición individual. Sala Municipal de Exposiciones, Pineda de Mar.
- 1990 Exposición colectiva. Club Sant Jordi de Palamós.
- 1990 Exposición en Sala Cultural Caja Madrid, Barcelona.
- 1987 Exposición de artistas Pinedencs. Pineda de Mar.
- 1986 Exposición individual. Sala Municipal de Exposiciones, Pineda de Mar.
- 1984 Exposición individual. Casa de Cultura "La Caixa", Malgrat de Mar.
- 1983 Exposición individual. Casa de Cultura “La Caixa,” San Andrés de la Barca.
- 1982 Exposición VIII Bienal del vino de Villafranca del Panadés.
- 1982 Exposición individual. Sala de foment de Cultura, San Andrés de la Barca.
- 1982 Exposición individual. Expo Metro, Barcelona.
- 1981 Exposición individual. Casa de Cultura "La Caixa", Esplugas de Llobregat.
- 1981 Exposición individual. Expo Metro, Barcelona.

## Presencia en videojuegos
El 8 de diciembre de 2021 se publicó en Steam el videojuego "Mr.Addon in Sulpicius Gallus M" donde se incluyen diversas obras del pintor.